# Діти Ліра

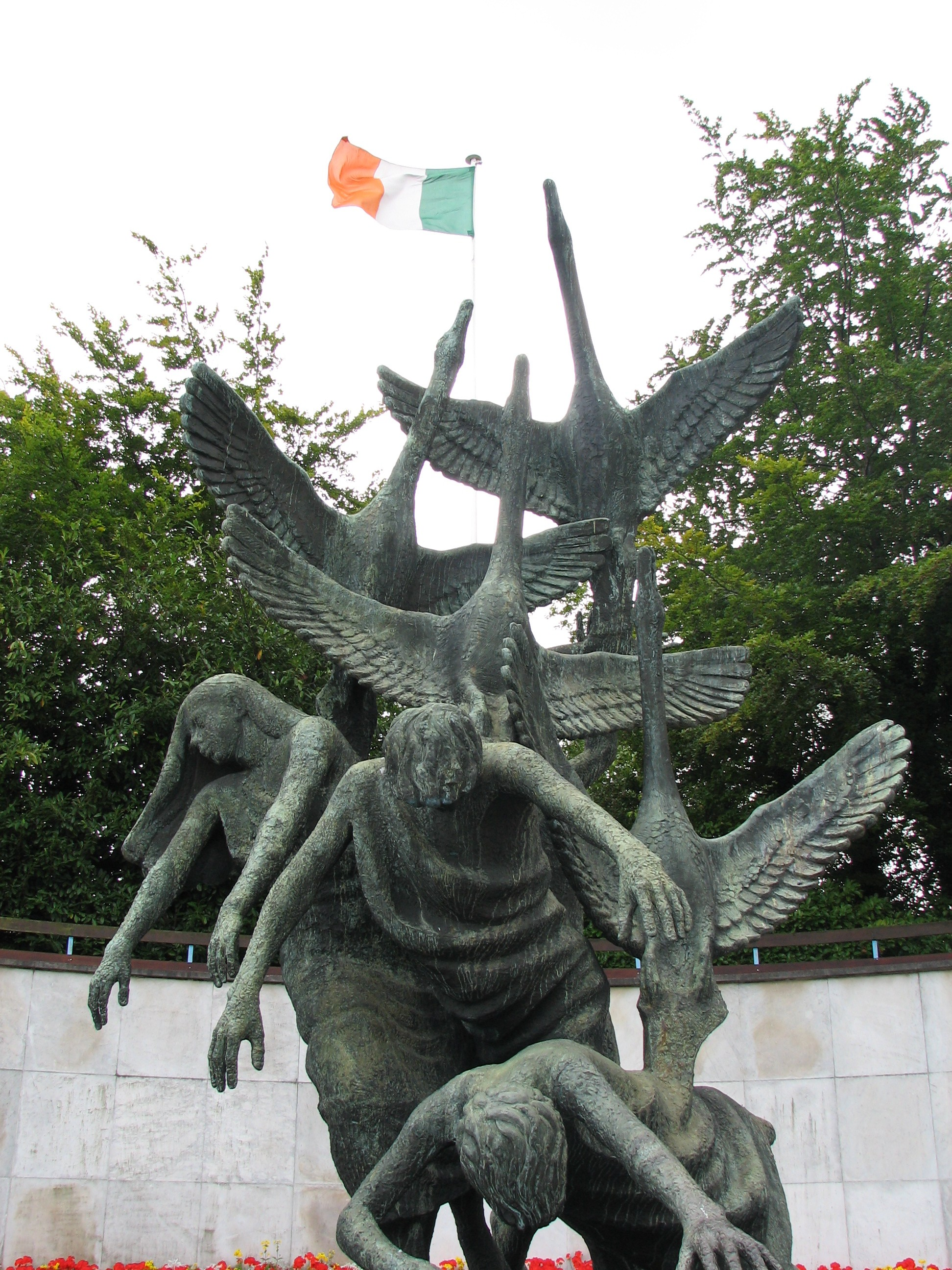
Скульптура дітей Ліра в меморіальному парку в Дубліні.

Діти Ліра — казка, легенда, частина міфологічного циклу ірландської літератури. Назва (ірл.: Clann Lir або Leanaí Lir) вказує на морське божество, Ліра (Lir у даному випадку є родовим відмінком від імені Lear, що означає море), уособлення Моря-Океану. Вживається також назва Oidhe chloinne Lir — доля або смерть дітей Ліра. Ця легенда відома з писемних джерел XVII—XVIII століть, зокрема, з двох рукописів, що зберігаються в Національній бібліотеці Шотландії в Единбурзі. В кінці XIX — на початку XX століть була розтиражована в численних англомовних збірках казок.
Традиційно «Доля дітей Ліра» згадується разом з двома іншими текстами — «Доля дітей Тюренна» (Oidheadh Chloinne Tuireann) та «Доля синів Уснеха» (Oidheadh Chloinne Uisneach) як Три жалі повідані в скелах (Trí Truaighe na Scéalaigheachta). Принаймні один із цих текстів, «Доля синів Уснеха» відомий за Лейнстерською книгою XI ст. В виданні Джозефа Джекобса 1894 наведені коментарі щодо давності казки, на думку дослідника, фольклорна версія казки може сягати тисячолітньої давнини.

## Сюжет
Бодб Дерг обійняв королівську владу над Народом богині Данну, розлютивши тим могутнього Ліра. Для замирення, король дав йому свою дочку Еве (Aoibh) в дружини. Еве двічі народила Лірові двійнят: спершу дівчину Фьоналлу та хлопця Еда і вдруге синів Фіахру та Конна. Під час других пологів Еве померла.
Щоб утішити скорботного Ліра Бодб Дерг віддав йому свою другу дочку — Аойфе. Молода дружина заздрила любові, що оточувала її чотирьох племінників у володіннях Ліра. Ненависть її була настільки сильною, що Аойфе наказала під час мандрівки своїм слугам вбити дітей, а після їх відмови намагалася зробити це сама. Коли ж їй забракло сил і мужності, Аойфе наказала племінникам і племінниці скупатися в озері. Як тільки вони ввійшли в воду, вона вдарила чарівним посохом і промовила закляття:

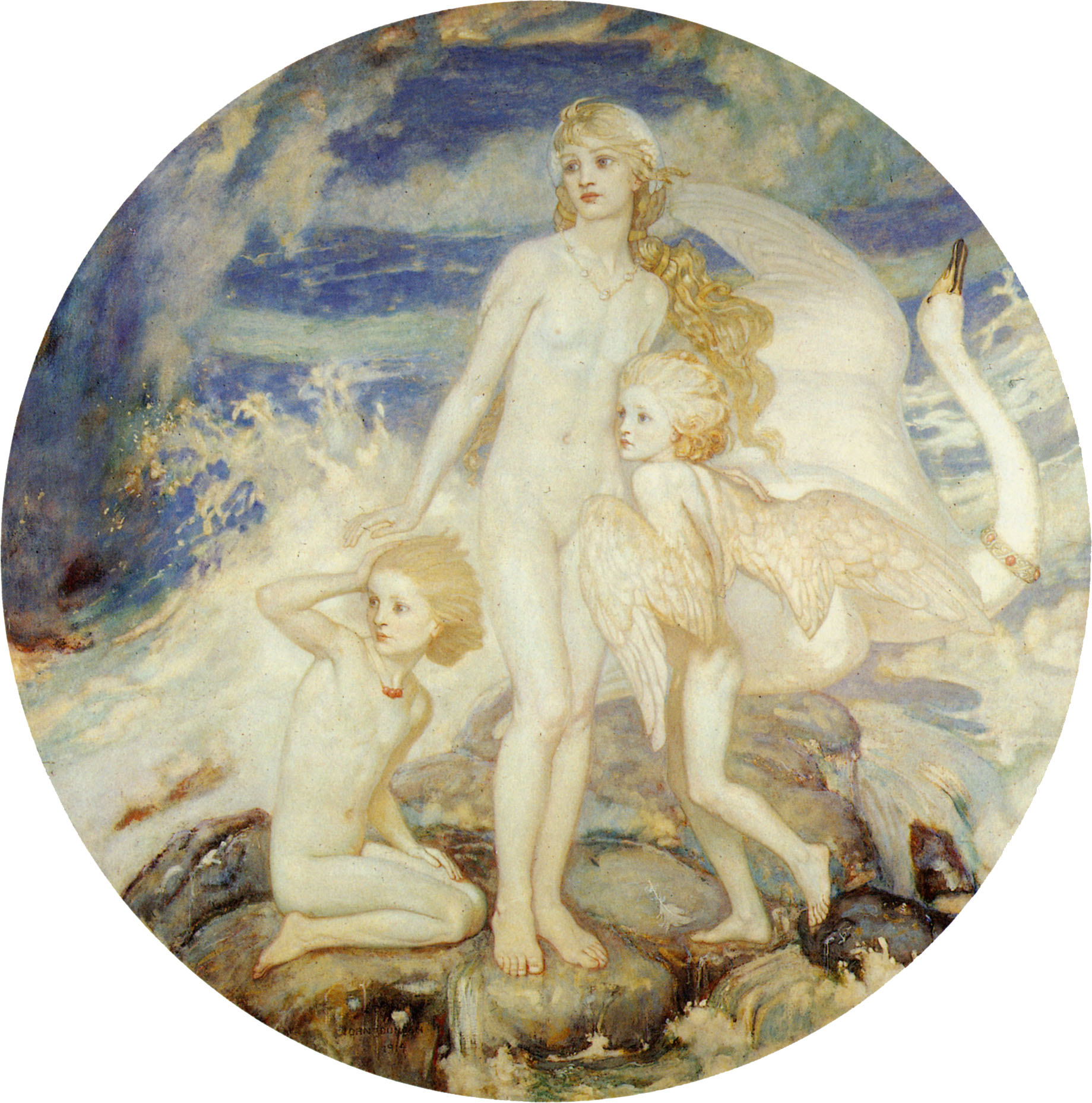
Діти Ліра (1914) на картині Джона Данкена (1866—1945)

Геть летіть над дикі хвилі, діти короля!

Відтепер ваші плачі будуть між пташиних зграй.

Тої ж миті четверо дітей Ліра перетворились на білосніжних лебедів. За свій ревнивий вчинок Аойфе дорого поплатилась: батько, Бодб Дерг обернув її на повітряного демона.
900 років діти провели в образі лебедів. За ці віки їх народ, очолений Мананнаном відійшов у сид, а нових поселенців, синів Міля Святий Патрик навернув у християнську віру.

### Варіанти завершення казки
Перетворившись на лебедів, брати й сестра були сковані легким срібним ланцюгом, що тримав їх разом. По завершенню трьох періодів по триста років, коли діти-лебеді жили в трьох різних куточках Ірландії, вони отримали прихисток у святині монаха Мохуа на острові Інішглорі.
За одною з версій дружина короля з Лейнстера забажала отримати чарівних птахів і підбурила свого чоловіка Лергіна атакувати святиню та забрати лебедів силою. Під час нападу хтось випадково пошкодив срібний ланцюг і з лебедів сини й донька Ліра перетворились на древніх висохлих старців.
Інша версія розповідає, що в святині навздогін королю та його полоненим ударив церковний дзвін, звільнивши дітей Ліра від закляття. Перш ніж померти, кожен із них хрестився. Похоронили ж їх так: посередині сестру Фьоналлу, Фіахру та Конна обабіч неї, а перед нею її двійня — Еда.
Ще одне завершення оповідає про те, як після 900 років страждань діти-лебеді почули дзвін і вийшли на берег. Там їх знайшов священик і на їх прохання перетворив у людей. Однак у людській подобі вони мали вигляд 900-річних і скоро померли, поєднавшись на небесах із батьками.

## Діти Ліра в культурі
Цій легенді присвячено декілька пам'ятників, малюнки, пісенні твори, літературознавчі дослідження.
- В збірці Ірландські мелодії Томаса Мура є пісня Фьоналли (Silent O Moyle, Be The Roar of Thy Water), що оповідає історію дітей Ліра.
- Ірландський композитор Джоффрі Молін Палмер (1882—1957) заснував на цій легенді сюжет своєї опери Srúth na Maoile (1923).
- Ірландський композитор Гамілтон Гарті (1879—1941) оркестровану симфонічну поему The Children of Lir (1938).
- Сучасний ірландський композитор Патрик Кессіді (1956 р.н.) написав на цю ж тему ораторію та лібрето ірландською у 1991.